# Smilax darrisii
Smilax darrisii är en enhjärtbladig växtart som beskrevs av Augustin Abel Hector Léveillé. Smilax darrisii ingår i släktet Smilax och familjen Smilacaceae. Inga underarter finns listade.